# Sara Zaafarani
Sara Zaafarani Zenzari (en árabe: سارة زعفراني زنزرري; nacida el 26 de enero de 1963) es una ingeniera y política tunecina que fue Ministra de Equipamiento y Vivienda desde 2021 hasta el 21 de marzo de 2025 y primera ministra de Túnez desde el 21 de marzo de 2025. Ella es la tercera primera ministra de Túnez en menos de dos años y la segunda primera ministra femenina de Túnez. Fue nombrada en medio de una grave crisis financiera en el país.
Zaafarani habla con fluidez cuatro idiomas: árabe, francés, alemán e inglés. Recibió un título en ingeniería civil de la Escuela Nacional de Ingeniería de Túnez y una maestría en ingeniería geotécnica de la Universidad de Hannover en Alemania.